# Sinopimoa bicolor
Sinopimoa bicolor is een spinnensoort uit de familie Sinopimoidae. De soort komt voor in China.